# Редкоземельный магнит

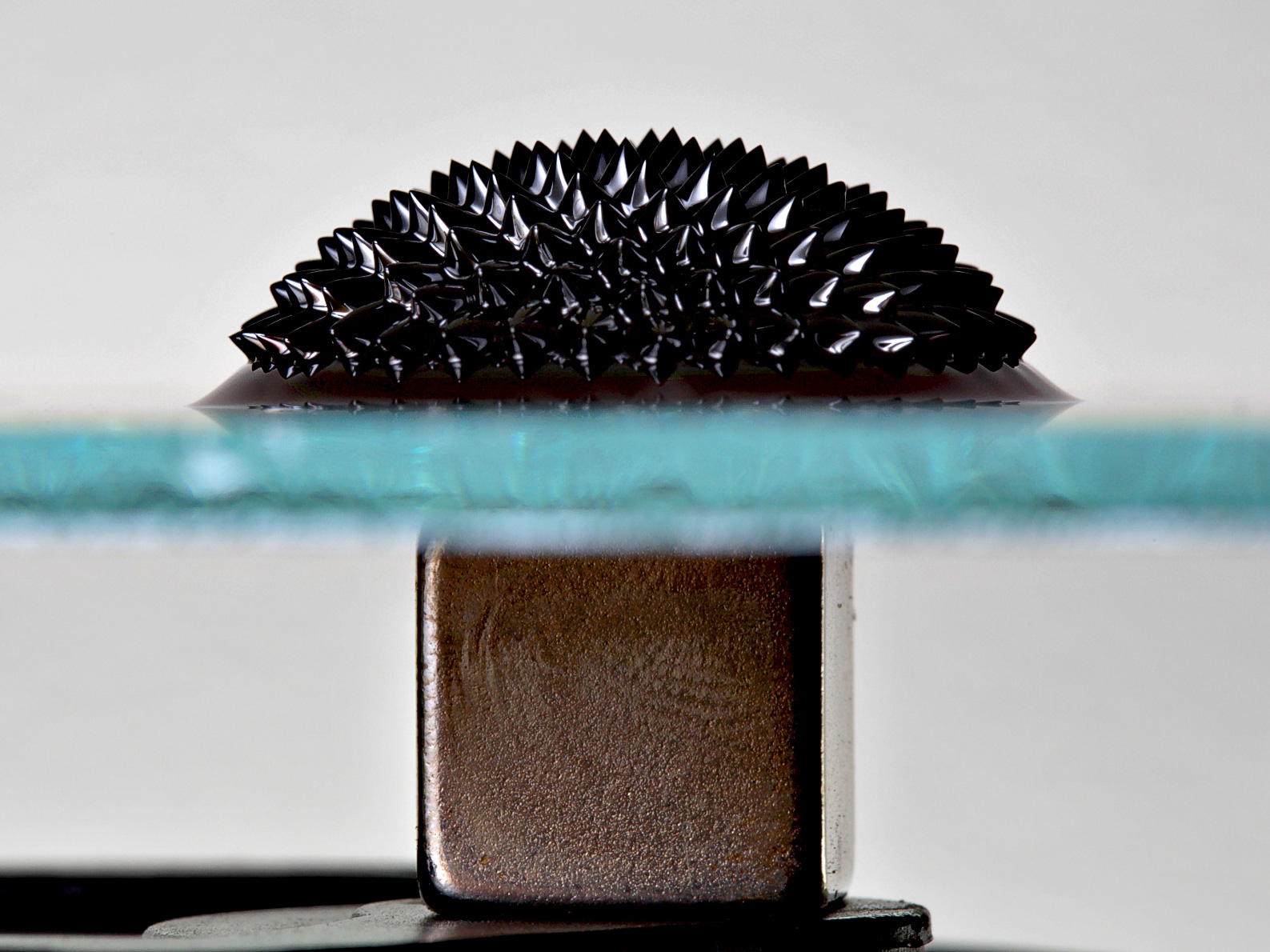
Феррожидкость на отражающей стеклянной пластине под воздействием сильного магнитного поля

Редкоземе́льные магни́ты — сильные постоянные магниты, сделанные из сплавов редкоземельных элементов. Наиболее часто используемыми редкоземельными металлами, применяемыми в магнитах, являются неодим и самарий. Существует большое количество смесей и сплавов с использованием этих элементов, но чаще всего используются сплавы Nd2Fe14B и SmCo5. Магнитное поле, обычно создаваемое редкоземельными магнитами, может превышать 1,2 тесла, тогда как ферритовые или керамические магниты обычно демонстрируют поля от 0,5 до 1 тесла.

## Магнитные свойства
Магнитотвёрдые материалы на основе редкоземельных металлов обладают более высокими магнитными параметрами по сравнению с литыми и ферритовыми материалами при значительно меньших размерах и массе. Магнитная энергия магнитов на основе самария в 6 раз выше, а на основе неодима — в 10 раз выше, чем у ферритовых магнитов.

## Стандартная технология производства
Слитки магнитных сплавов из редкоземельных металлов получают прямым сплавлением компонентов. Процесс ведётся в инертной атмосфере в вакуумной индукционной печи.
Полученный материал подвергается раздроблению шаровыми мельницами до размера частиц в 1—3 мкм. Порошок формуется в магнитном поле методом изостатического или линейного прессования в специальных пресс-формах и спекается при 1000—1200oC. Изделия проходят процесс шлифования и финального отжига (для повышения коэрцитивной силы).

## Особенности редкоземельных магнитов
| Материал (марки) магнита                     | Остаточная индукция, Br(T)            | Коэрцитивная сила, Hci(кА/м)           |
| -------------------------------------------- | ------------------------------------- | -------------------------------------- |
| Nd-Fe-B (марки E-28, E-30, E-33, E-38, E-42) | от 1,0-1,1 (Е-28) до 1,28-1,35 (Е-42) | от 500-1000 (Е-42) до 1440-2000 (Е-33) |
| Sm-Co (марки ES-1, ES-2)                     | <=0,82 (ES-1), <=0,72 (ES-2)          | 1200                                   |
| Sm(Co,Fe,Cu,Zr)7                             | 0,9–1,15                              | 450–1300                               |
| Альнико                                      | 0,6–1,4                               | 275                                    |
| Гексаферрит стронция SrFe12O19               | 0,2–0,4                               | 100–300                                |

Nd-Fe-B
- коммерческое производство осуществляется с 1984 г.
- высокая стабильность и стойкость к размагничиванию
- относительно низкая коррозионная стойкость
- относительно высокая стойкость к механическим воздействиям
- рабочая температура до 180 °C

Sm-Co
- более высокие магнитные параметры по сравнению с литыми и ферритовыми магнитами
- возможность создания сильных магнитных полей при малых габаритах.
- высокая температурная и временная стабильность
- относительно высокая устойчивость к процессам коррозии
- относительно низкая стойкость к механическим воздействиям
- рабочая температура до 250 °C

## Область применения редкоземельных магнитов
- космические аппараты
- авиационная техника (в первую очередь - БПЛА)
- миниатюрные электрические машины и устройства
- компьютерная техника
- устройства для удержания плазмы
- магнитные муфты и подшипники
- акустические системы
- головоломки
- обезличенная розничная торговля химическими препаратами